# 非裔葡萄牙人
非裔葡萄牙人，是指黑人血統出身的葡萄牙人。

## 概述
大多數非裔葡萄牙人來自或生於葡萄牙前非洲殖民地（安哥拉，幾內亞比紹，聖多美和普林西比，佛得角和莫桑比克），少數起源於其他撒哈拉以南非洲國家。在中世紀時里斯本已有黑奴出現。
這些社區多數在1974至75年葡萄牙非洲殖民地獨立，主要是的20世紀80年代葡萄牙經濟增長後抵達，他們不同於獨立後回母國的葡萄牙人。
由於目前葡萄牙國籍法的特權，大部分的黑非洲葡萄牙人在保持各自原來的國籍。但他們的下一代在得到葡萄牙國籍時仍保持非洲黑人移民身份的觀點。